# مديدة حلبة
مديدة الحلبة من أطباق الحلويات الشعبية التراثية السودانية في المطبخ السوداني، معروفة في أغلب أنحاء السودان وكلمة (مديدة) ترمز لخليط الدقيق والحليب والسكر ومن ثم يتم تسمية المديدة بالمكون المميز الذي يضاف إلى الخليط فلو تم إضافة السمسم تسمى مديدة السمسم ولو تم إضافة الحلبة تسمى مديدة الحلبة وهكذا تكون التسمية، ولكل نوع من أنواع المديدة طريقة صناعة مختلفة لإظهار نكهة المكون المميز بقوة لكي تطغى فيه نكهته على الخليط، وأرتبطت مديدة الحلبة في السودان بالنساء بعد الولادة لأنها تساعد في إدرار الحليب ولكنها من الأطباق المحببة للجميع وتعتبر من أكلات الطاقة نسبة للسعرات الحرارية العالية الموجودة في الطبق ولنفس السبب تستخدم للتسمين في حالات النحافة.

## المكونات
- حبوب الحلبة
- الحليب
- الدقيق
- السمن البلدي
- السكر
- كربونات الصوديوم (العطرون)

## طريقة التحضير
يتم تحميص حبوب الحلبة في السمن البلدي حتى يصفر لونها ثم يتم إضافة الماء ببطء وتترك حتى تغلي وتنضج حبوب الحلبة تماما ثم يضاف الحليب للمزيج ويضاف اليه كربونات الصوديوم أو ما يعرف في السودان باسم العطرون وهو المكون الذي يعطي الخليط لونا أصفرا مميزا ونكهة المديدة المعروفة ثم بعد غليان الحليب يتم إضافة القليل من الدقيق المضاف للماء وتحريكه بسرعة حتى لا يتكتل وويضاف السكر ورشة ملح مع إستمرارالتقليب حتى يصبح الخليط كثيفا ويترك حتى يبرد ويوضع في قوالب مع إضافة السمن البلديوتقدم كوجبة خفيفة أو بعد وجبة الطعام مع التمر أو بجانب الفواكه.
يمكن ان تختلف المكونات قليلا من مكان جغرافي لآخر في السودان تبعا للعادات فيمكن ان يتم طحن حبوب الحلبة ويمكن ان تقدم بدون طحن وأيضا يمكن استبدال الدقيق بالكسترد أو النشا أو دقيق الأرز.

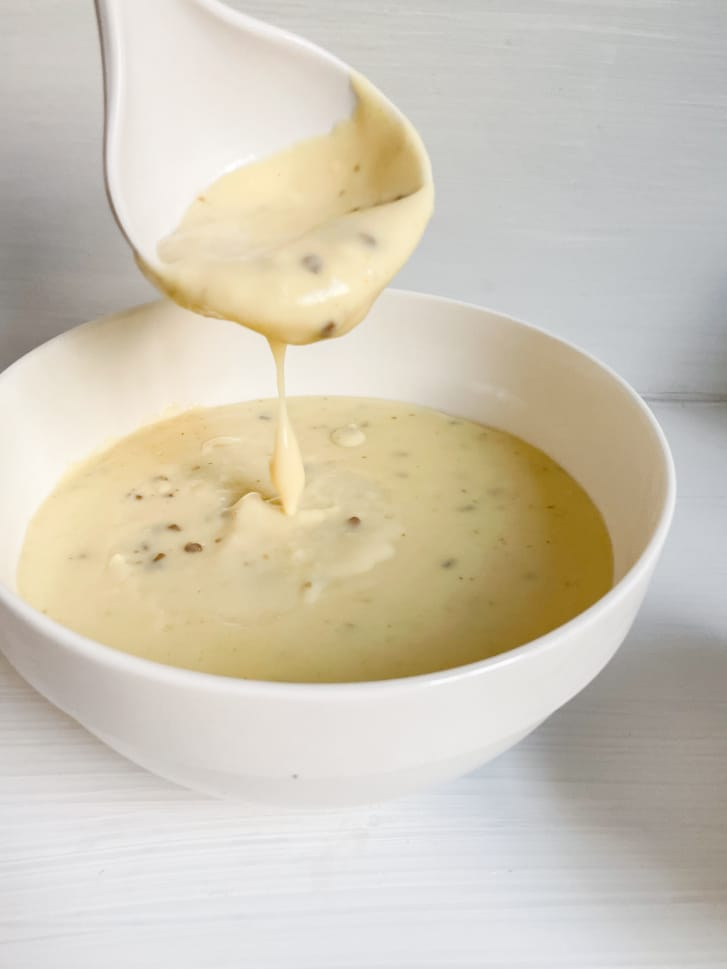
قوام مديدة الحلبة السودانية